# Petr z Viney

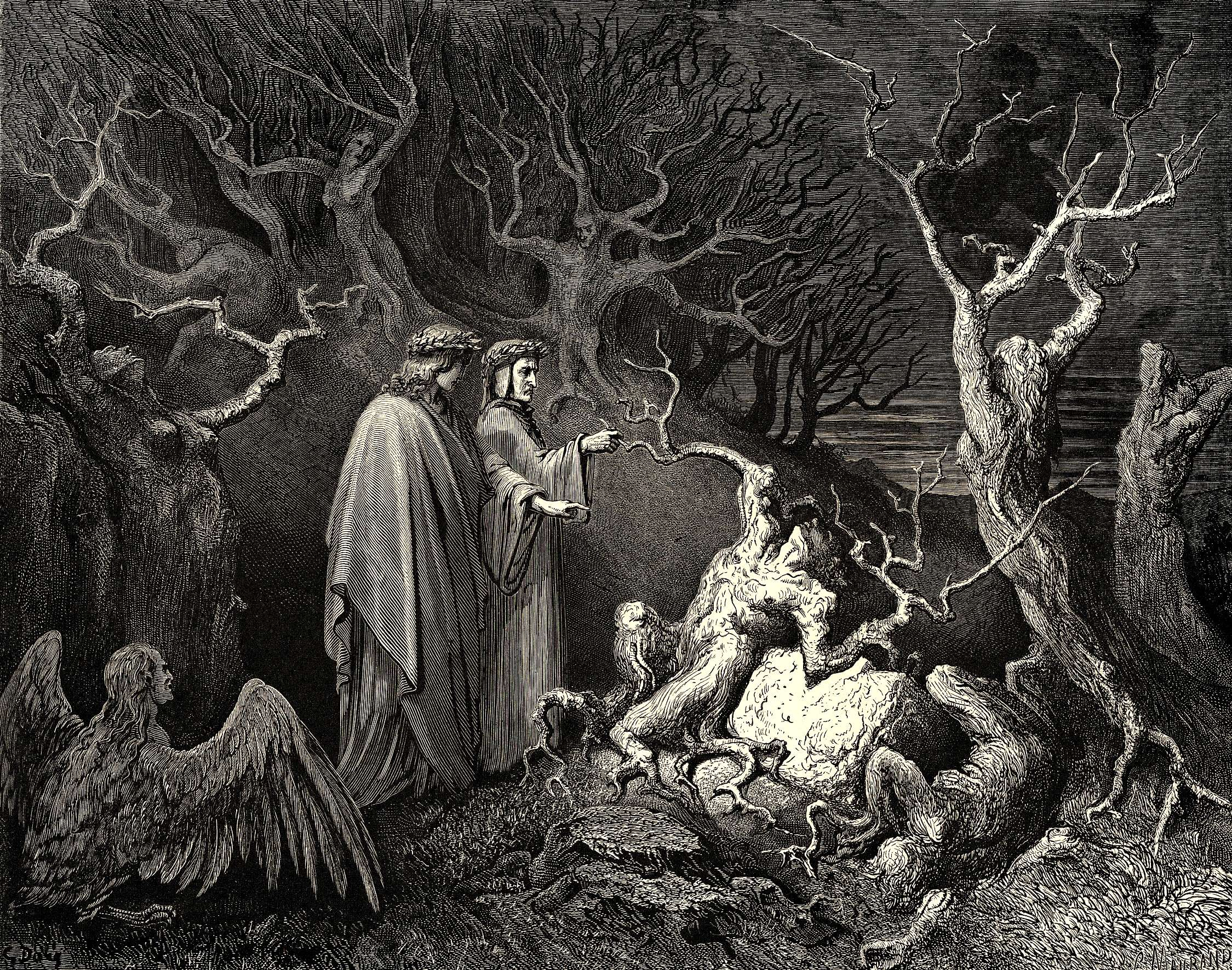
Petr z Viney se smaží v pekle jako člověk bez těla

Petr z Viney (italsky Pietro della Vigna, 1200?, Capua – 1249, San Miniato) byl jurista, diplomat a kancléř císaře Fridricha II. Spolu se svým panovníkem patřil mezi představitele Sicilské básnické školy. Ač patřil k nejvlivnějším rádcům císaře a dle Danteho měl "klíč k Fridrichovu srdci", nabral jeho osud tragický směr a zemřel v žaláři. Jeho vytříbené latinské texty se zachovaly v řadě opisů v knihovnách celé Evropy a USA.

## Život

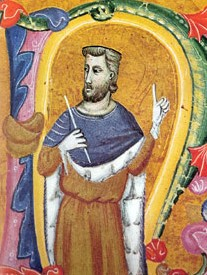
Císař Fridrich II.

Byl rodákem z Capuy a pocházel z chudších poměrů. Jeho kariérní růst byl závratný. Práva vystudoval na univerzitě v Bologni, kde se naučil umění "kladení slov", pak se na doporučení stal notářem císaře a od září 1224 se v pramenech objevuje jako jeden ze soudců velkého dvorského soudu Sicilského království. Společně s nejvyšším dvorským sudím Jindřichem z Morry se podílel na tvorbě zákoníku zvaným Konstituce z Melfi. Stal se císařovým "milcem", šedou eminencí. Roku 1235 byl jedním z vyslanců, jež se vydali na anglický dvůr obhlédnout potenciální nevěstu Isabelu a domluvit sňatek. Často zastupoval císaře na veřejnosti, kdy v roli císařova mluvčího oznamoval panovníkovy výnosy a formuloval jeho písemnosti, v konfliktu císaře s papežem byl autorem řady manifestů plných citátů a narážek z Bible.
| „                                         | Jsem ten, kdo míval k srdci Fridricha klíč, který zamkne, klíč, jenž odemyká, a nebyla v tom žádná pleticha, že mimo mne nemíval důvěrníka, byl jsem mu věrný, ve všem opora, spánkem a zdravím za to člověk pyká... | “ |
| — Petr z Viney ve 13. zpěvu Danteho Pekla | |   |

Vzestup následoval pád. V únoru 1249 byl na příkaz císaře zatčen a uvězněn na hradě San Miniato. Následně byl oslepen a poté zemřel.
Za Petrovu bustu je považována jedna z vousatých hlav soudců na bráně v Capuy vystavěné v letech 1234–1239. Společně se svým císařem byl také zpodobněn na nástěnné fresce na hradě v Neapoli a Capuy. Dante Alighieri jej ve své Božské komedii umístil do Pekla.